# Albert Göring
Albert Günther Göring (Friedenau, 9 marzo 1895 – Monaco di Baviera, 20 dicembre 1966) è stato un imprenditore, ingegnere e filantropo tedesco che aiutò numerosi ebrei e dissidenti politici a sopravvivere alla Germania nazionalsocialista.
Suo fratello maggiore era il maresciallo del Reich Hermann Göring, capo della Luftwaffe e altissimo dirigente del Partito nazista, uno dei responsabili dell'Olocausto.

## Biografia
Albert Göring nacque a Friedenau, un sobborgo di Berlino, il 9 marzo 1895. Era l'ultimo dei cinque figli di Ernst Heinrich Göring, ex Reichskommissar dell'Africa Tedesca del Sud-Ovest e Console Generale di Germania ad Haiti, e di sua moglie Franziska "Fanny" Tiefenbrunn, proveniente da una famiglia contadina della Baviera.
I Göring avevano numerosi parenti tra Svizzera e Germania, tra cui i conti Zeppelin, che annoveravano il pioniere dell'aviazione Ferdinand von Zeppelin, lo storico dell'arte nazionalista tedesco Hermann Grimm, autore del concetto dell'eroe tedesco come motore della storia, in seguito abbracciato dai nazisti, lo storico svizzero Jacob Burckhardt, il diplomatico, storico e presidente della Croce Rossa Internazionale Carl Burckhardt, la famiglia Merck, proprietaria del gigante farmaceutico tedesco Merck e la scrittrice e poetessa cattolica tedesca Gertrud von Le Fort.
La famiglia Göring viveva con il padrino dei figli, il nobile di origine ebraica Ritter Hermann von Epenstein, nei suoi castelli di Veldenstein e Mauterndorf. Von Epenstein era un prominente medico e funse da padre surrogato per i bambini, dato che Heinrich Göring si trovava spesso lontano da casa. Albert aveva due fratelli, Hermann e Karl Ernst Göring, e due sorellastre, Olga Therese Sophia e Paula Elisabeth Rosa Göring, nate dal primo matrimonio del padre.
Von Epenstein avviò una relazione con Franziska Göring circa un anno prima della nascita di Albert. Una forte somiglianza fisica tra questi e Albert Göring portò alcuni a credere che il nobile fosse il padre naturale del giovane. Se questo fosse vero, significherebbe che Albert Göring fosse mezzo ebreo. Tuttavia, Franziska Göring si trasferì con il marito a Port-au-Prince, Haiti, dove vissero tra il marzo del 1893 e la metà del 1894, il che rende improbabile questa speculazione.

### Attività anti-nazista
Si sposò quattro volte. Göring sembrò aver ereditato il carattere da viveur del suo padrino ed era destinato a vivere una "vita insignificante" come regista cinematografico, fino alla salita al potere dei Nazisti nel 1933. A differenza del fratello maggiore Hermann, che era un membro delle alte sfere del partito, Albert Göring detestava il Nazismo e la brutalità che significava.
Vi sono numerosi aneddoti storici che testimoniano la resistenza di Albert Göring all'ideologia e al regime nazionalsocialista. Per esempio, Albert si sarebbe unito a un gruppo di donne ebree costrette a strofinare la strada per umiliazione. L'ufficiale delle SS a "capo dell’operazione" visti i suoi documenti, ordinò al gruppo di smettere, resosi conto che sarebbe potuto essere ritenuto responsabile di aver permesso che il fratello di Hermann Göring venisse umiliato pubblicamente.
Albert Göring usò la sua influenza per far liberare il suo ex capo ebreo Oskar Pilzer, arrestato dai nazisti. Göring aiutò quindi Pilzer e la sua famiglia a fuggire dalla Germania. È noto che abbia fatto la stessa cosa per numerosi altri dissidenti.
Göring intensificò la sua attività anti-nazista quando divenne direttore delle esportazioni alla Škoda nell'allora Cecoslovacchia. Fomentò piccoli atti di sabotaggio ed era in contatto con la resistenza ceca. In più di un'occasione falsificò la firma del fratello su documenti di transito per permettere a dissidenti di fuggire. Quando veniva arrestato usava l'influenza di suo fratello per essere rilasciato. Inoltre inviava camion ai campi di concentramento con la richiesta di lavoratori. I camion si fermavano poi in luoghi isolati, permettendo ai passeggeri di fuggire.
Finita la guerra, Albert Göring venne interrogato al Processo di Norimberga. In ogni caso, molti di coloro che aveva aiutato testimoniarono in suo favore e venne rilasciato. Poco tempo dopo venne arrestato dai cechi, ma anche in questo caso lo rilasciarono quando divenne pienamente nota la sua attività contro il nazismo durante la guerra.

Nel 2010 Edda Göring, figlia di Hermann, dichiarò a The Guardian: 

### Dopo la guerra
Una volta rilasciato, Albert Göring tornò in Germania, ma si ritrovò compromesso dal suo cognome. Trovò lavori occasionali come scrittore e traduttore e visse in un modesto appartamento, conducendo una vita ben lontana da quella aristocratica dell'infanzia. Negli ultimi anni percepì una pensione dal governo. Sapendo che, se si fosse sposato, alla sua morte la pensione sarebbe stata trasferita a sua moglie, come atto di gratitudine sposò la sua governante. Una settimana dopo, Albert Göring morì senza che le sue attività anti-naziste durante la Guerra fossero pienamente riconosciute. Nonostante Göring avesse vissuto i suoi ultimi anni a Monaco di Baviera, morì in ospedale a Neuenbürg, nel Baden-Württemberg.

## Nella cultura di massa
La storia di Albert Göring rimase sconosciuta al pubblico per almeno trent'anni dalla sua morte. Mentre le infamie di suo fratello Herman furono oggetto di numerose pubblicazioni, ad Albert era data un'attenzione quasi nulla. Un'eccezione fu un trafiletto sul settimanale tedesco Aktuell, scritto da Ernst Neubach nei primi anni '60, quando Göring era ancora in vita. Alla fine del XX secolo la situazione cominciò lentamente a cambiare quando Göring divenne materia di numerosi libri e documentari, che innescarono un'ulteriore serie di pubblicazioni.

### In letteratura
Lo scrittore britannico James Wyllie pubblicò la doppia biografia The Warlord and the Renegade nel 2006, seguita dal libro Thirty Four dell'australiano William Hastings Burke. Albert Göring fu inoltre incluso nel libro del 2011 Rettungswiderstand dallo storico tedesco sopravvissuto all'Olocausto Arno Lustiger.

#### Albert Göring e lo Yad Vashem
Le imprese umanitarie di Albert Göring sono raccontate da William Hastings Burke nel libro Thirty Four (ISBN 9780956371201). Una recensione del libro The Jewish Chronicle si conclude con la richiesta che Albert Göring venga onorato al memoriale Yad Vashem; tuttavia, Yad Vashem annunciò che non avrebbero incluso Göring nei Giusti tra le Nazioni, con la giustificazione che, nonostante "ci fossero indicazioni che Albert Göring avesse un occhio di riguardo nei confronti degli ebrei e che aiutò alcune persone", non vi fossero "prove sufficienti, cioè fonti primarie, che testimoniassero che avesse corso enormi rischi per salvare gli ebrei dal pericolo della deportazione e dalla morte."

### Al cinema
Göring è stato protagonista di due film documentari. Il primo e più lungo è The Real Albert Goering prodotto dalla 3BM TV e trasmesso in Regno Unito nel 1998. Circa un decennio più tardi William Hastings Burke produsse un documentario basato sul suo libro e nel 2014 venne trasmesso sulla TV francese Le Dossier Albert Göring di Véronique Lhorme. Nel gennaio del 2016 il canale tedesco Das Erste trasmise il docudrama Der gute Göring (Il Göring buono) con Barnaby Metschurat ad interpretare Albert Göring e Francis Fulton-Smith nel ruolo di suo fratello Hermann. Un documentario su BBC Radio 4 intitolato The Good Goering, andò in onda nel gennaio 2016, si tratta di un'indagine del giornalista Gavin Esler sulla vita di Albert Göring.